# Urízar
Urízar (en euskera y oficialmente Urizar) es una localidad del municipio de Barrundia, en la provincia de Álava, País Vasco (España).

## Historia
Hacia mediados del siglo XIX, el lugar, por entonces perteneciente al ayuntamiento de Guevara, tenía contabilizada una población de 45 habitantes. Aparece descrito en el decimoquinto volumen del Diccionario geográfico-estadístico-histórico de España y sus posesiones de Ultramar de Pascual Madoz con las siguientes palabras:

URIZAR: l. del ayunt. de Guera, en la prov. de Alava á Vitoria (2 1/4 de leg.), part. jud. de Salvatierra (2 3/4), aud. terr. de Búrgos (23), c. g. de las Provincias Vascongadas, dióc. de Calahorra (18): sit. en alto; clima frio, reina el viento N. y se padecen constipados. Tiene 12 casas; igl. parr. dedicada á la Asuncion y servida por un beneficiado de presentacion del conde de Oñate; cementerio al E., y una fuente para el abasto de la pobl. de aguas muy saludables. El térm. se estiende 1/2 leg. de N. á S. é igual dist. de E. á O., y confina N. Orenin; E. y S. Mendijur, y O. Lubiano; comprendiendo dentro de su circunferencia el monte Mendiarampe poblado de robles; un prado y varias canteras de piedra. El terreno es de mediana calidad y le atraviesa el riachuelo titulado Urasandico, que desagua en el Zadorra. caminos: la carretera de Bilbao á Pamplona, en estado regular. prod.: trigo, cebada, avena, alholba, habas, maiz. mijo y patatas; cria de ganado vacuno, caballar y lanar; caza de codornices, perdices y liebres; pesca de anguilas y loinas. pobl.: 9 vec., 45 alm. contr. con su ayunt. (V.).
(Madoz, 1849, p. 228)

A causa de la construcción del embalse de Ullíbarri-Gamboa, quedó parcialmente sumergido bajo sus aguas.

## Demografía
| Gráfica de evolución demográfica de Urízar entre 1802 y 1986                      |
|                                                                                   |
| Población de derecho, según los censos de población de la Enciclopedia Auñamendi. |

## Patrimonio
Había en el lugar una iglesia de Nuestra Señora de la Asunción.